# Tetrljan
Tetrljan (marulja, lat. Marrubium), rod zeljastih biljaka usnača s pedesetak vrsta trajnica. Ime roda dolazi od hebrejskih riječi mar (gorko) i rob (mnogo)
U Hrvatskoj rastu bijeli (M. incanum), obični (M. vulgare) i razgranjeni tetrljan (M. peregrinum).
Tetrljani rastu po Europi, Aziji i Africi, a neke su se udomaćile i u obje Amerike. Neke vrste su ljekovite kao obični tetrljan, koji je i medonosna biljka, a raste po Lici, Dalmaciji, Istri i Primorju.

## Vrste
1. Marrubium alyssoides Pomel
2. Marrubium alysson L.
3. Marrubium amasiensis Akgül & Ketenoglu
4. Marrubium anisodon K.Koch
5. Marrubium aschersonii Magnus
6. Marrubium astracanicum Jacq.
7. Marrubium atlanticum Batt.
8. Marrubium ayardii Maire
9. Marrubium × bastetanum Coincy
10. Marrubium bourgaei Boiss.
11. Marrubium catariifolium Desr.
12. Marrubium cephalanthum Boiss. & Noë
13. Marrubium cordatum Nábelek
14. Marrubium crassidens Boiss.
15. Marrubium cuneatum Banks & Sol.
16. Marrubium cylleneum Boiss. & Heldr.
17. Marrubium depauperatum Boiss. & Balansa
18. Marrubium deserti (de Noé) Coss.
19. Marrubium duabense Murata
20. Marrubium echinatum Ball
21. Marrubium eriocephalum Seybold
22. Marrubium fontianum Maire
23. Marrubium friwaldskyanum Boiss.
24. Marrubium glechomifolium Freyn & Conrath
25. Marrubium globosum Montbret & Aucher ex Benth.
26. Marrubium heterocladum Emb. & Maire
27. Marrubium heterodon (Benth.) Boiss. & Balansa
28. Marrubium hierapolitanum Mouterde
29. Marrubium × humbertii Emb. & Maire
30. Marrubium incanum Desr.
31. Marrubium leonuroides Desr.
32. Marrubium litardierei Marmey
33. Marrubium lutescens Boiss. & Heldr.
34. Marrubium multibracteatum Humbert & Maire
35. Marrubium × paniculatum Desr.
36. Marrubium parviflorum Fisch. & C.A.Mey.
37. Marrubium peregrinum L.
38. Marrubium persicum C.A.Mey.
39. Marrubium pestalozzae Boiss.
40. Marrubium plumosum C.A.Mey.
41. Marrubium procerum Bunge
42. Marrubium propinquum Fisch. & C.A.Mey.
43. Marrubium rotundifolium Boiss.
44. Marrubium sivasense Aytaç, Akgül & Ekici
45. Marrubium supinum L.
46. Marrubium thessalum Boiss. & Heldr.
47. Marrubium trachyticum Boiss.
48. Marrubium vanense Hub.-Mor.
49. Marrubium velutinum Sm.
50. Marrubium vulcanicum Hub.-Mor.
51. Marrubium vulgare L.
52. Marrubium werneri Maire
53. Marrubium woronowii Popov
54. Marrubium yildirimlii Akgül & B.Selvi